# لوئیس آنخل دوکه
لوئیس آنخل دوکه (انگلیسی: Luis Ángel Duque؛ زادهٔ ۳۱ اکتبر ۱۹۵۳) بازیکن فوتبال اهل اسپانیا است.